# Белышев, Борис Фёдорович
Борис Фёдорович Белышев (13 декабря 1910, Томск — 9 марта 1993, Новосибирск) — советский энтомолог, доктор биологических наук (1964), профессор, создатель советской энтомологической школы одонатологов — специалистов по стрекозам.
В 1930-х годах неоднократно подвергался арестам, по доносу был осуждён на десять лет лишения свободы. В 1971 году избран почётным членом Международного общества одонатологов. Автор фундаментальных исследований по проблемам классификации и зоогеографии фауны стрекоз земного шара, один из крупнейших в мире учёных-одонатологов.

## Биография
Родился 13 декабря 1910 года в Томске в семье Фёдора Александровича Белышева — учёного в области металлографии, преподавателя Томского технологического института. Дед — Александр Фёдорович Белышев — служил чиновником особых поручений при уфимском губернаторе. Некоторые источники называют А. Ф. Белышева внебрачным сыном одного из графов Шуваловых и крепостной девушки Ульяны, получившей от своего покровителя вольную и дом с усадьбой. К 16 годам юный Борис Фёдорович опубликовал свою первую научную работу «О совах в неволе».
В 1928 году он поступил в Томский технологический институт, а через два года перевёлся в Ленинградский государственный университет, но спустя ещё два года (в 1932-м) был отчислен из ВУЗа из-за конфликта с комсомольцами рабфаковского набора. В 1932 году его арестовали за то, что он получил посылку с книгой из Германии от коллег-учёных, чьи фамилии носили приставку «фон» (что вызвало подозрения, так как она указывала на дворянское происхождение). В другой раз его сняли с поезда и арестовали, так как он, споря с попутчиками, вызвал их подозрения, в том числе из-за одежды как у английского колонизатора: на нём были надеты зелёный френч, пробковый шлем, галифе, а на ногах были жёлтые ботинки и краги.
В первые годы своей научной карьеры изучал птиц и был избран председателем Сибирского орнитологического общества. 23 апреля 1935 года Бориса Фёдоровича арестовали с формулировкой за «контрреволюционную деятельность», затем последовал приговор: десять лет лишения свободы с отбыванием в Воркутлагере. При этом он держался с достоинством, за опрятный внешний вид (белая рубашка с галстуком) получил от заключённых прозвище «лошадь в галстуке». В 1946 году его перевели на поселение в город Бийск на Алтайскую противотуляремийную станцию. Реабилитирован он был в 1953 году, с 1955 года работал в Бийском краеведческом музее и преподавал в Бийском пединституте вплоть до 1958 года.
25 июня 1954 года Высшая аттестационная комиссия разрешила Белышеву защитить кандидатскую диссертацию «Стрекозы Нижнего Приобья» в порядке исключения, так как у него не было законченного высшего образования. Экспедиции по многим регионам Северной Евразии и работа в Иркутске в Сибирском институте физиологии и биохимии растений позволили Борису Фёдоровичу написать докторскую диссертацию «Одонатофауна Сибири», которую он защитил в 1963 году. С 1967 года работал в Биологическом институте Сибирского отделения Академии наук, где создал группу учеников и фактически сделал Новосибирск центром одонатологических исследований в стране. В эти годы он опубликовал монументальную и первую в своём роде региональную трёхтомную монографию «Одонатофауна Сибири» и двухтомник «География стрекоз». В 1977 году Белышев создал первый в научном мире справочник «Определитель стрекоз по крыльям» для 75 родов мировой фауны, который был опубликован в Англии. Им и его коллегами было впервые обосновано выделение подотрядов стрекоз Caloptera Belyshev в 1977 году и Archeoptera Belyshev et Haritonov в 1985 году. Белышевым была собрана одна из крупнейших в мире коллекция стрекоз, насчитывающая около 30 тысяч экземпляров. При участии Бориса Фёдоровича в 1986 году в Новосибирске был проведён первый всесоюзный симпозиум одонатологов. Белышев стал автором более 230 публикаций, в том числе 176 одонатологических научных статей в отечественных и зарубежных журналах, нескольких книг и монографий. Профессор.
Умер 9 марта 1993 года в Новосибирске.

## Память
В 1971 году на первом международном одонатологическом симпозиуме в Генте за крупные заслуги и вклад в энтомологию Белышев был избран Почётным членом Международного общества одонатологов. Борис Фёдорович был избран почётным членом Алтайского отделения Географического общества СССР. В его честь в Бийске была установлена Памятная доска на здании Бийского педагогического государственного университета имени В. М. Шукшина по улице Советской 11 (где он работал), а на естественно-географическом факультете Бийского ГПИ была учреждена именная стипендия Б. Ф. Белышева под названием «Рыцарь науки». В 1990 году международный научный журнал Odonatologica посвятил его 80-летию отдельный номер.

## Книги
Опубликовал 176 научных работ, в том числе 7 книг.
- Белышев Б. Ф. . Стрекозы Сибири, т. I, часть 1. — Новосибирск, 1973. — 336 с.
- Белышев Б. Ф. . Стрекозы Сибири, т. I, часть 2. — Новосибирск, 1973. — 227(337—620) с.
- Белышев Б. Ф. . Стрекозы Сибири, т. 2, часть 3. — Новосибирск, 1974. — 351 с.
- Белышев Б. Ф., Харитонов А. Ю. Определитель стрекоз по крыльям: роды Бореального фаунистического царства и сопредельных земель, виды фауны СССР / отв. ред. Н. А. Виолович. — Новосибирск: Наука, 1977. — 397 с.
- Белышев Б. Ф. и Харитонов А. Ю. География стрекоз (Odonata) Бореального фаунистического царства / отв. ред. Н. А. Виолович. — Новосибирск: Наука, 1981. — 280 с.
- Белышев Б. Ф.  и Харитонов А. Ю. . География стрекоз (Odonata) Меридионального фаунистического царства / отв. ред. Г. С. Золотаренко. — Новосибирск: Наука, 1983. — 152 с.
- Белышев Б. Ф., Харитонов, А. Ю. Харитонова И. Н., Борисов С. Н. . Фауна и экология стрекоз. — Новосибирск: Наука, 1989. — 207 с.